# Gardenia brachythamnus
Gardenia brachythamnus är en måreväxtart som först beskrevs av Karl Moritz Schumann, och fick sitt nu gällande namn av Georg Oskar Edmund Launert. Gardenia brachythamnus ingår i släktet Gardenia och familjen måreväxter. Inga underarter finns listade i Catalogue of Life.